# Jean-Jacques Schuhl
Jean-Jacques Schuhl (født 9. oktober 1941 i Marseille) er en fransk forfatter, der i 2000 fik Goncourtprisen for romanen Ingrid Caven. Bogen har navn efter den tysk skuespiller og sanger af samme navn, som Schuhl bor sammen med. Bogen er dog ikke en biografi.